# Protentomidae
Protentomidae es una familia de Hexapoda en el orden Protura.

## Géneros
- Condeellum Tuxen, 1963
- Hinomotentomon Imadaté, 1974
- Neocondeellum Tuxen & Yin, 1982
- Paracondeellum Yin, Xie & Zhang, 1994
- Protentomon Ewing, 1921
- Proturentomon Silvestri, 1909